# Pyrausta perflavalis
Pyrausta perflavalis là một loài bướm đêm trong họ Crambidae.